# Mulher de Pedra
O Morro da Mulher de Pedra é um conjunto montanhoso de formação rochosa do Brasil, sua subida está localizada no municípo de Teresópolis, e seu cume é divisa entre Teresopólis e Cachoeiras de Macacu, estado do Rio de Janeiro. 
Com 2.040 m de altitude, aproximadamente, a vegetação em torno é a típica da Serra dos Órgãos, que se caracteriza pelas florestas densas e mata fechada, englobando arbustos, ervas e trepadeiras de folhas compostas e estipuladas.
O Morro é chamado de Mulher de Pedra por assemelhar-se à figura de uma mulher deitada, cujo recorte é reproduzido pelos cimos das montanhas. Apesar da grande beleza paisagística e de avistar-se localidades do 3º Distrito de Teresópolis e a Serra do Subaio, que separa os municípios de Teresópolis e Cachoeiras de Macacu, o atrativo é ainda pouco visitado.
Para visitar este acidente geográfico, o acesso é pela estrada RJ-130 Teresópolis-Friburgo, no km 12 Vargem Grande.
Os habitantes locais conhecem os guias para a subida do "peito" e podem ser encontrados através de informações no barzinho do Sr. Antunes, em frente ao mercado Penedo/Vargem Grande.